# Leukerbad
Leukerbad (Frans: Loèche-les-Bains, Walserduits: Leiggerbad) is een gemeente en plaats in Zwitserland in het kanton Wallis. Leukerbad telt 1.535 inwoners.
Het wintersport- en kuuroord ligt op een hoogte van 1411 tot 2700 meter m ü.M. aan het eind van het dal van de Dala; een riviertje dat bij Leuk uitmondt in de Rhône. Het dal wordt van west naar oost begrensd door de toppen van de Leeshörner en Daubenhorn, onderbroken door de Gemmipas, en vervolgens richting de Rinderhorn en de Balmhorn. Aan de andere kant van van het dal rijzen de Ferdenrothorn, de Majinghorn met de Majinggletsjer en de Torrenthorn op.
Vanuit Leukerbad zijn de Gemmi en het skigebied op de Torrent bereikbaar per kabelbaan. De Gemmi bergpas wordt al sinds de 5e eeuw gebruikt om Berner Oberland te voet te bereiken.
In Leukerbad zijn meerdere warmwaterbronnen die dienstdoen als thermaalbaden, openluchtzwembaden en -badhuizen. Mede hierdoor is Leukerbad een belangrijke toeristische plaats. Als noemenswaardige gasten die in het verleden aanwezig waren kunnen worden vermeld Belle van Zuylen (1776 en 1777), Johann Wolfgang von Goethe (1779), Guy de Maupassant (1877) en Mark Twain (1878).
Sinds 1995 vindt jaarlijks in het eerste weekeinde van juli het Internationales Literaturfestival Leukerbad plaats.

Prent van Leukerbad in de 18e eeuw
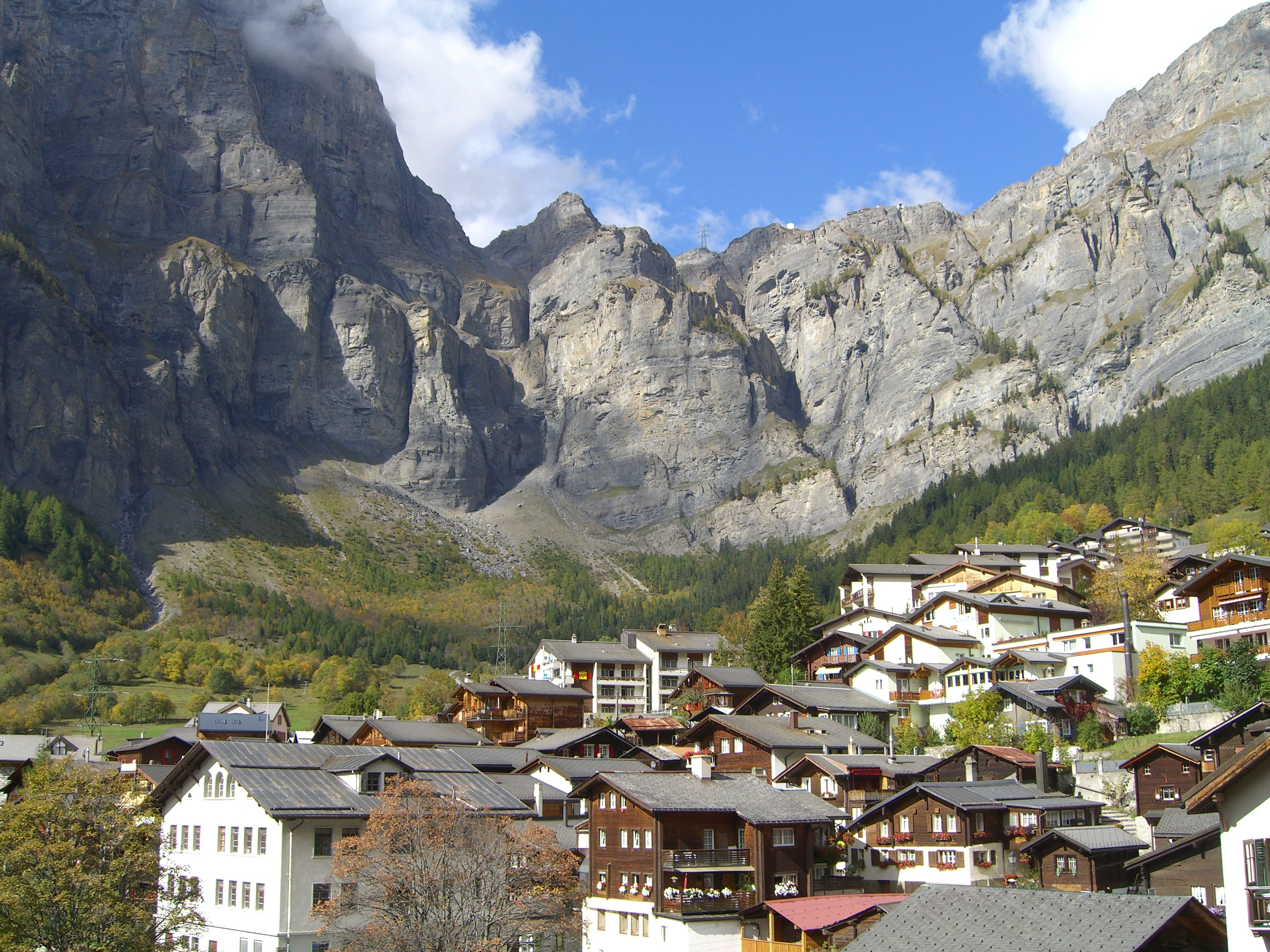
De Gemmipas gezien vanuit het dorp
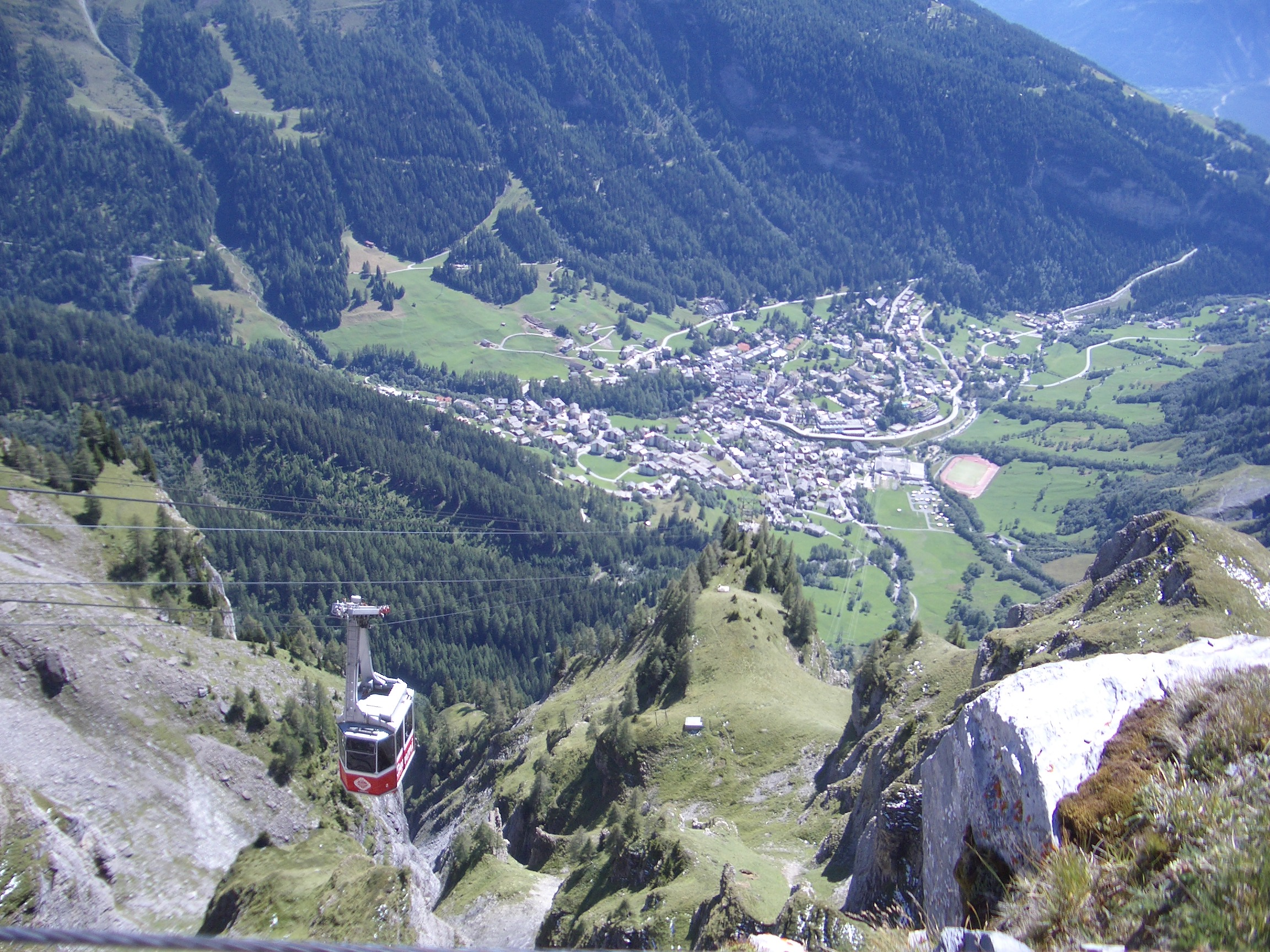
Zicht op Leukerbad vanuit de kabelbaan naar de Gemmipas
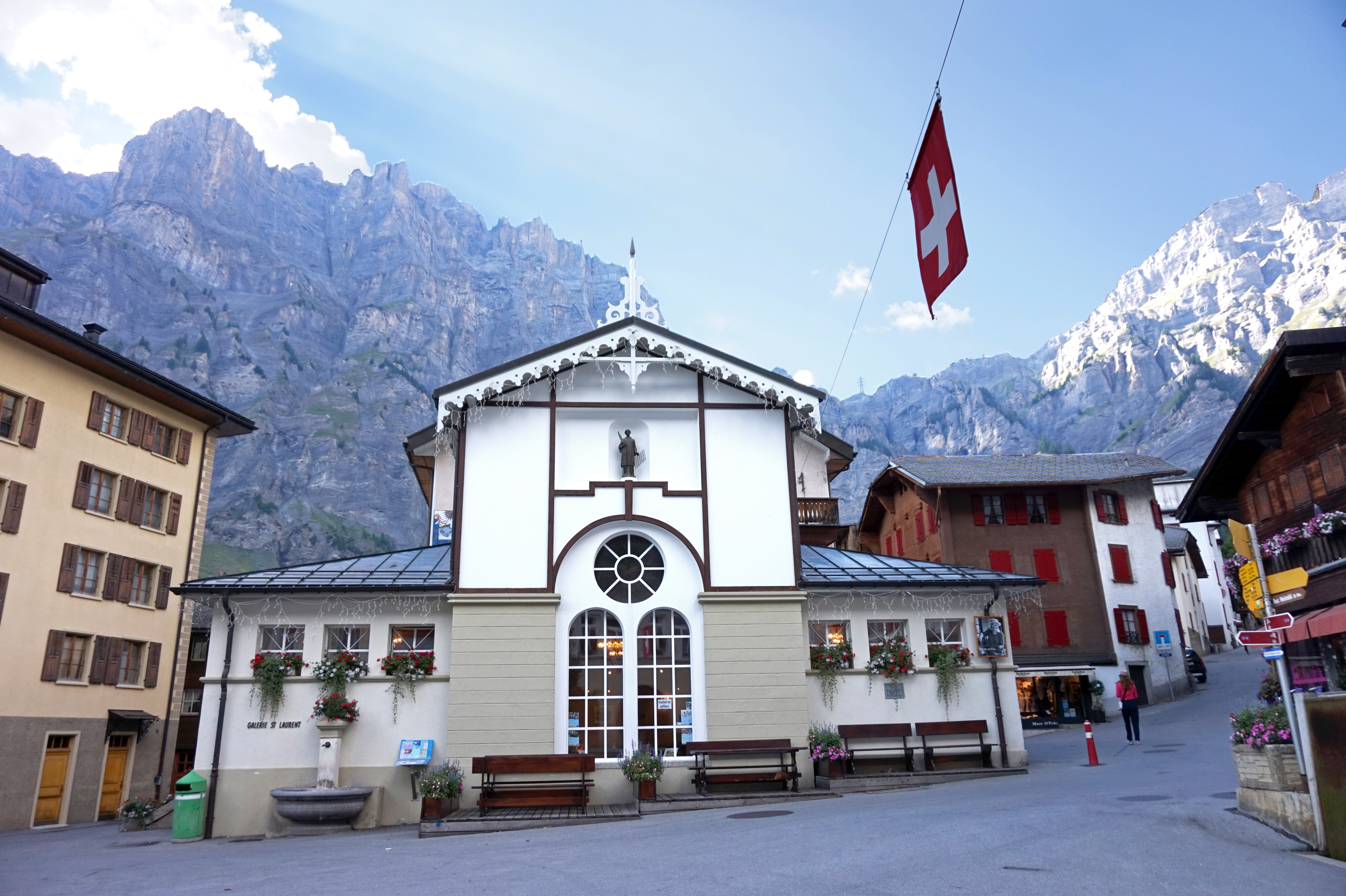
Dorfplatz
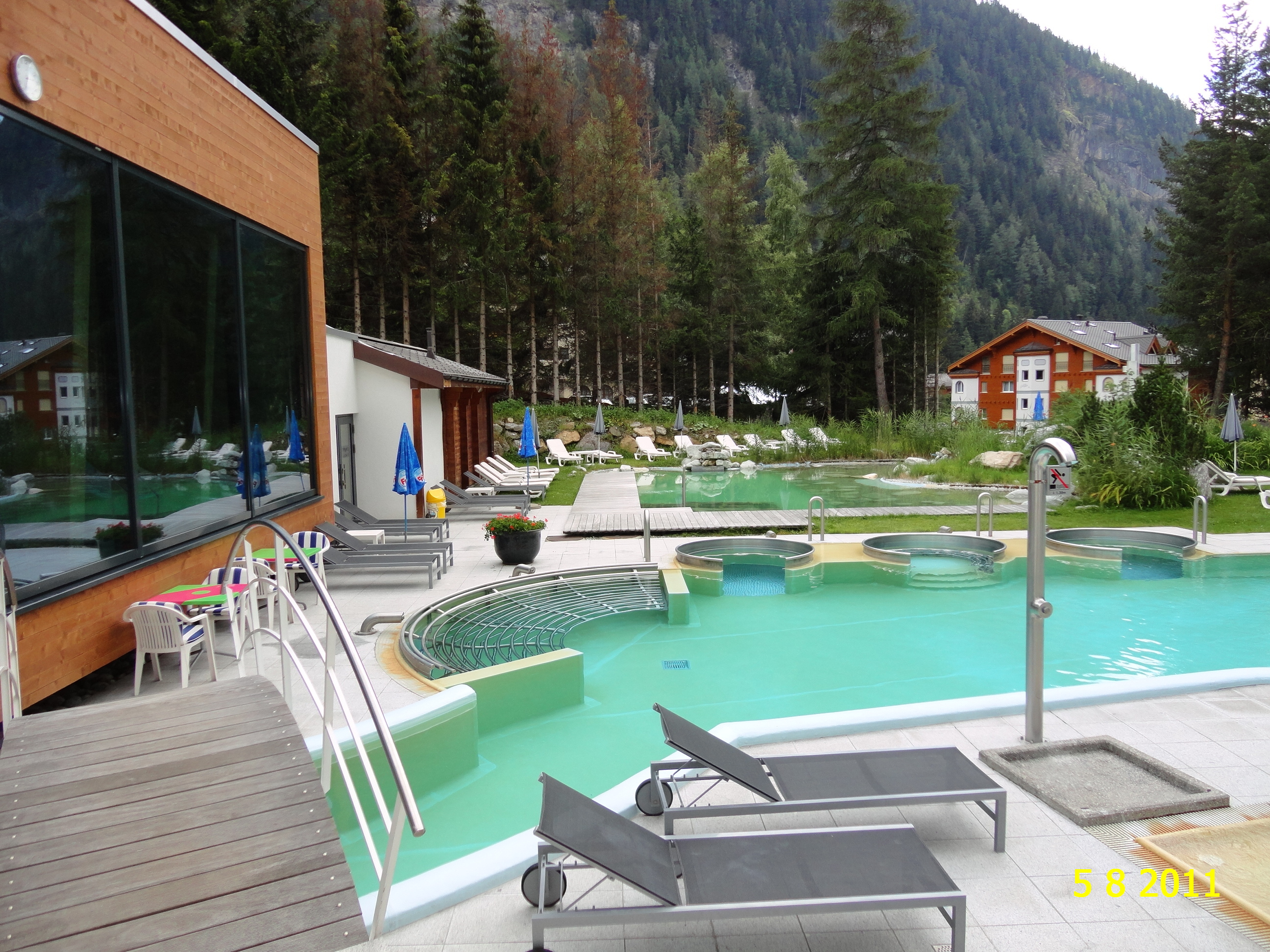
Kuurbad van een van de hotels